# Burgstall Bergnerzell
Der Burgstall Bergnerzell bezeichnet eine abgegangene mittelalterliche Höhenburg vom Typus einer Motte (Turmhügelburg) auf dem Schlossberg bei 513 m ü. NHN etwa 650 Meter nordöstlich von Bergnerzell, einem heutigen Gemeindeteil von Feuchtwangen im mittelfränkischen Landkreis Ansbach in Bayern.
Über die Geschichte der Burg ist nichts bekannt. Möglicherweise saß auf ihr ein im Jahr 1313 erwähnter Heinrich von Bergnerzell als Angehöriger eines Ortsadelgeschlechts.
Von der Burg ist noch der Turmhügel und die Befestigung erhalten. Der Hügel weist 55 × 45 m Basisdurchmesser und ein Plateau von 36 × 27 m Größe auf. Er erhebt sich ca. 6 m über die Grabensohle. Die Plattform ist von einem Wall umgeben, in dem möglicherweise die Fundamente einer Ringmauer stecken. Umgeben ist der Hügel von einem Ringgraben mit einer Breite von ca. 8 m, der außer im Osten von einem Außenwall begleitet wird. Die Plateauoberfläche ist mit von Steinraub herrührenden Kuhlen durchlöchert, demnach dürfte hier zumindest ein steinerner Wohnturm, wahrscheinlich begleitet von Nebengebäuden, gestanden haben.